# TVオクラ入りシリーズ 駅弁を食べよう! 〜九州駅弁60食完食の旅〜
『TVオクラ入りシリーズ 駅弁を食べよう! 〜九州駅弁60食完食の旅〜』（テレビオクラいりシリーズ えきべんをたべよう きゅうしゅうえきべん60しょくかんしょくのたび）は、2013年公開の田川幹太監督のバラエティ作品である。

## 概要
「アゴ&キンゾー」が、九州の駅を周り、駅弁60食を面白おかしく完食するバラエティ。撮影は2009年頃に行われ、2013年1月にニコニコ放送・ZOO CHANNEL内で有料動画として公開されるが、前編のみ。2013年8月にJVDから旅模様の全てを収録したバージョンを発売。

## 出演者
- 桜金造
- アゴ勇
- 田川幹太